# Gaïtcha FCN
Gaïtcha FCN là một câu lạc bộ bóng đá Nouvelle-Calédonie thi đấu ở hạng đấu cao nhất, Giải bóng đá hạng nhất quốc gia Nouvelle-Calédonie. Đội bóng đến từ Nouméa.

## Thành tích
- Giải bóng đá hạng nhất quốc gia Nouvelle-Calédonie: 2

1999, 2013

## Đội hình hiện tại
Đội hình thi đấu tại Giải bóng đá vô địch các câu lạc bộ châu Đại Dương 2014-15
Ghi chú: Quốc kỳ chỉ đội tuyển quốc gia được xác định rõ trong điều lệ tư cách FIFA. Các cầu thủ có thể giữ hơn một quốc tịch ngoài FIFA.
| Số | VT | Quốc gia           | Cầu thủ            |
| -- | -- | ------------------ | ------------------ |
| 1  | TM | Nouvelle-Calédonie | Rocky Nyikeine     |
| 2  | HV | Nouvelle-Calédonie | Jeremy Dokunengo   |
| 3  | HV | Nouvelle-Calédonie | Leopold Makalu     |
| 4  | HV | Nouvelle-Calédonie | Loic Wakanumune    |
| 5  | HV | Nouvelle-Calédonie | Jean-Paul Read     |
| 6  | TV | Nouvelle-Calédonie | Cedrick Sansot     |
| 7  | TV | Nouvelle-Calédonie | Emile Bearune      |
| 8  | TV | Nouvelle-Calédonie | Patrick Diaike     |
| 9  | HV | Nouvelle-Calédonie | Albert Kaqea       |
| 10 | TV | Nouvelle-Calédonie | Marius Bako        |
| 11 | TĐ | Nouvelle-Calédonie | Bertrand Kai       |
| 12 | TV | Nouvelle-Calédonie | Jean-Christ Wajoka |

| Số | VT | Quốc gia           | Cầu thủ             |
| -- | -- | ------------------ | ------------------- |
| 13 | HV | Nouvelle-Calédonie | Georges Bearune     |
| 14 | HV | Nouvelle-Calédonie | Jedidja Saiko       |
| 15 | TV | Nouvelle-Calédonie | Patrick Drawilo     |
| 16 | TM | Nouvelle-Calédonie | Mickael Ulile       |
| 17 | TĐ | Nouvelle-Calédonie | Jean-Louis Toto     |
| 18 | TV | Nouvelle-Calédonie | David Bearune       |
| 19 | HV | Nouvelle-Calédonie | Christian Luewadria |
| 20 | TV | Nouvelle-Calédonie | Jim Ouka            |
| 21 | TV | Nouvelle-Calédonie | Yvanick Pawawi      |
| 22 | HV | Nouvelle-Calédonie | Pierre Nyikeine     |
| 23 | TM | Nouvelle-Calédonie | Auguste Nyikeine    |
| 45 | TV | Nouvelle-Calédonie | Joseph Athale       |
| 74 | HV | Việt Nam           | Lê Văn Sơn          |

Bản mẫu:Giải bóng đá hạng nhất quốc gia Nouvelle-Calédonie